# Offensive Kerenski
 (février 2024).
Si vous disposez d'ouvrages ou d'articles de référence ou si vous connaissez des sites web de qualité traitant du thème abordé ici, merci de compléter l'article en donnant les références utiles à sa vérifiabilité et en les liant à la section « Notes et références ».
Première Guerre mondiale
Batailles
Front d'Europe de l’Est
- Stallupönen (08-1914)
- Gumbinnen (08-1914)
- Tannenberg (08-1914)
- Île d'Odensholm (08-1914)
- Lemberg (08-1914)
- Krasnik (08-1914)
- Komarów (08-1914)
- Lacs de Mazurie (I) (09-1914)
- Przemyśl (09-1914)
- Vistule (09-1914)
- Łódź (11-1914)
- Limanowa (12-1914)
- Bolimov (01-1915)
- Zwinin (02-1915)
- Lacs de Mazurie (II) (02-1915)
- Przasnysz (02-03-1915)
- Schaulen (04-07-1915)
- Gorlice-Tarnów (05-1915)
- Boug (06-08-1915)
- Narew (07-08-1915)
- Novogeorgievsk (08-1915)
- Varsovie (08-1915)
- Sventiany (09-1915)
- Lac Narotch (03-1916)
- Offensive Broussilov (06-1916)
- Offensive de Baranavitchy (07-1916)
- Turtucaia (09-1916)
- Offensive Flămânda (09-1916)
- Argeș (12-1916)
- Offensive Kerenski (07-1917)
- Bataille de Riga (09-1917)
- Opération Albion (09-10-1917)
- Mărășești (08-1917)
- Traité de Brest-Litovsk (03-1918)
- Traité de Brest-Litovsk (03-1918)
- Bakhmatch (03-1918)

Front d'Europe de l’Ouest
Front italien
Front des Balkans
Front du Moyen-Orient
Front africain
Bataille de l'Atlantique
L’offensive Kerenski (également connue sous le nom d’offensive de Juillet ou offensive de Galicie) fut la dernière offensive militaire russe de la Première Guerre mondiale.

## Planification et contexte

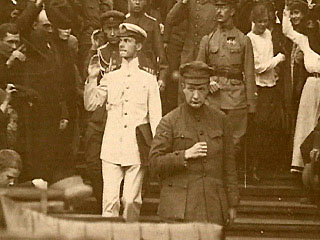
Alexandre Kerenski en août 1917 guerre mondiale.

Cette offensive fut décidée par Alexandre Kerenski, le ministre de la Guerre du Gouvernement provisoire russe,, et menée par le général Broussilov. Une telle décision n’était pas opportune : en effet, après la révolution de Février, il existait des forts espoirs de paix dans la population, et particulièrement au sein de l’armée, dont les capacités de combat se détérioraient rapidement.

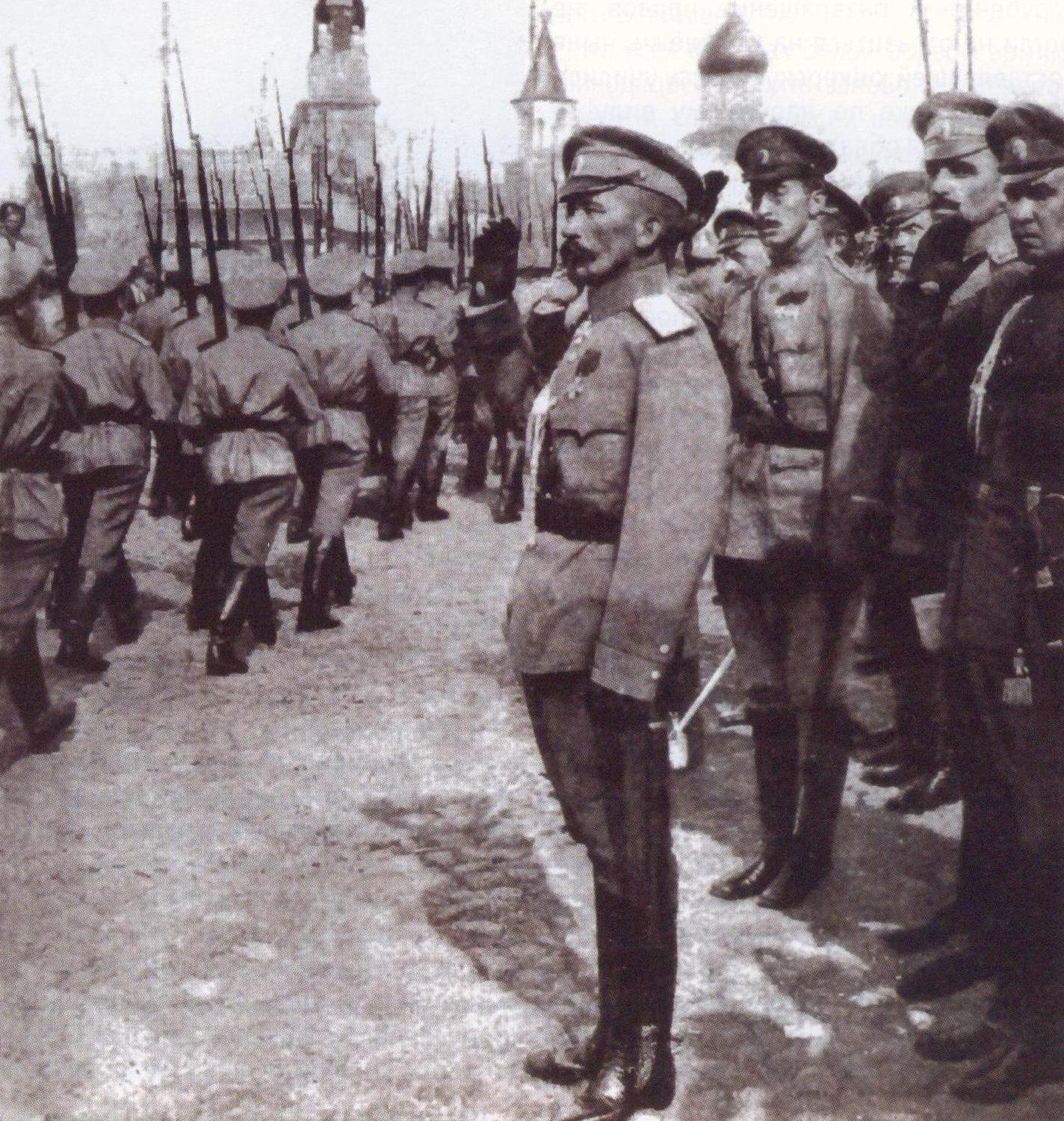
Le général Lavr Kornilov passant en revue les cadets à Moscou, 1917.

La discipline au sein de l’armée russe avait énormément souffert depuis l’abdication de Nicolas II. L’Ordre numéro 1 du Gouvernement provisoire russe affaiblit considérablement le pouvoir des officiers, donnant une importance démesurée[non neutre] aux « comités de soldats ». L’abolition de la peine de mort fut un autre facteur décisif, ainsi que la présence en grand nombre d’agitateurs révolutionnaires sur le front, et en particulier d’agitateurs bolchéviques, qui propageaient l’idée défaitiste d’une guerre longue et que Kerenski tolérait beaucoup plus que les agitateurs conservateurs. Les soulèvements et les mutineries devinrent de plus en plus courantes sur le front, les officiers furent souvent les victimes du mécontentement des soldats et certains furent même assassinés. De plus, le nouveau gouvernement russe donnait l'impression de combattre davantage pour remplir les obligations contractées auprès des Alliés que pour la victoire de la Russie, ce qui diminua la motivation des soldats et leur combativité.
Cependant, Kerenski espérait qu’une importante victoire russe lui permettrait de regagner les faveurs du peuple et restaurerait le moral des troupes, renforçant ainsi le gouvernement provisoire et montrant l’efficacité de « l’armée la plus démocratique du monde », comme on la surnommait à l’époque.

## Déroulement de l’offensive

Le front en juillet 1917 guerre mondiale : attaque des 11e, 7e et 8e armées russes, contre-attaque des 2e et 3e armées austro-hongroises.

Le 18 juin 1917 (1er juillet dans le calendrier grégorien), les troupes russes attaquèrent les troupes austro-allemandes en Galicie.  Disposant d'une nette supériorité numérique de trois contre un, elles parvinrent à progresser dans un premier temps. Les opérations impliquaient les 7e, 8e et 11e Armées russes avec en face l’Armée du Sud allemande du général von Bothmer et les 2e, 3e et 7e armées autrichiennes. Dans le même temps, une force de 3 500 légionnaires tchécoslovaques attaquent avec succès les troupes allemandes et austro-hongroises à Zboriv en Ukraine et s'emparent de la ville. La bataille de Zboriv (en), premier succès notable des Tchécoslovaques, n'eut cependant pas d'effet majeur sur le déroulement de l'offensive.
Le 6 juillet 1917, la 8e armée du général Lavr Kornilov lança une offensive sur le front entre Galitch et Stanislav. En déployant des régiments d’assaut, les forces russes parvinrent à repousser les troupes autrichiennes et à prendre Kalouch, Galitch et Stanislav, mais sans opérer de percée décisive. L’offensive s'enlisa ensuite, les soldats russes se mutinant et refusant de combattre. Tout s’effondra le 16 juillet.
Le 18, les Austro-allemands contre-attaquèrent. Rencontrant peu de résistance, ils avancèrent à travers la Galicie et l’Ukraine jusqu’à la Zbroutch. Les lignes russes étaient complètement brisées le 20, et le 23 juillet, les Russes avaient reculé de 240 kilomètres.
Sur le front roumain, la IIe armée roumaine du général Alexandru Averescu et le VIIIe corps russe du général Dmitri Chtcherbatchiov attaquent les positions allemandes le 24 juillet. Les armées russo-roumaines sont victorieuses et percent le front sur 15 km, c'est la bataille de Mărăști. Mais le 25 juillet, Alexander Kerenski décide de stopper l'offensive sur tous les fronts, malgré ce succès. 

Photographies de l'offensive
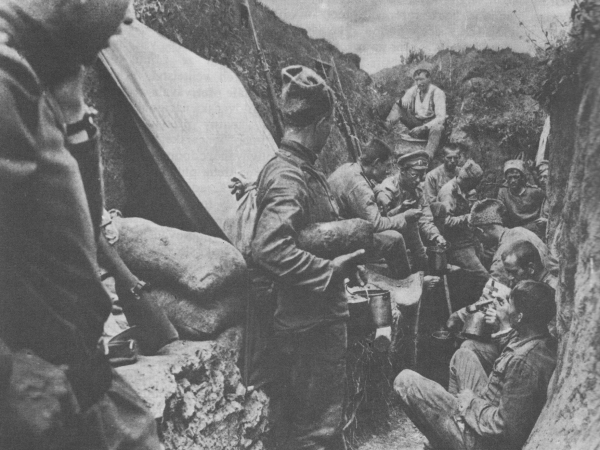
Légionnaires tchécoslovaques à Zborov, juillet 1917
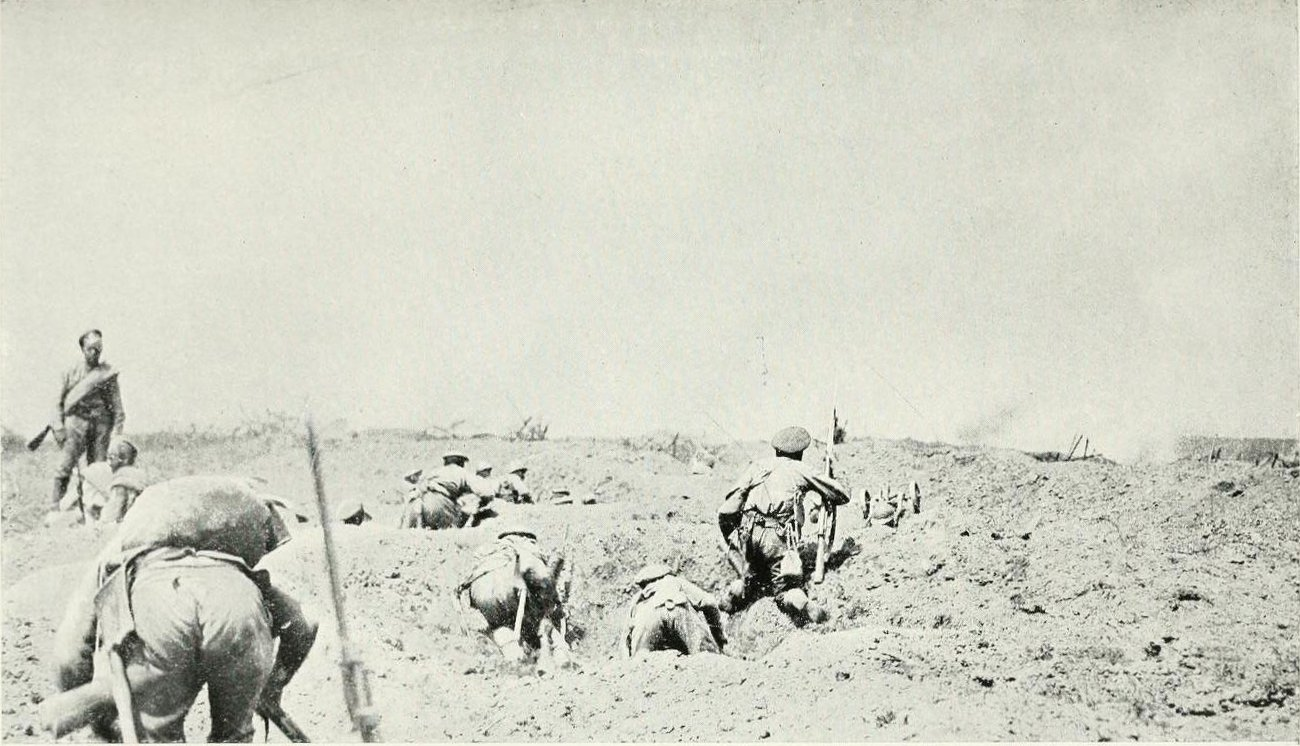
Attaque du 47e régiment de tirailleurs sibériens, 1er juillet 1917
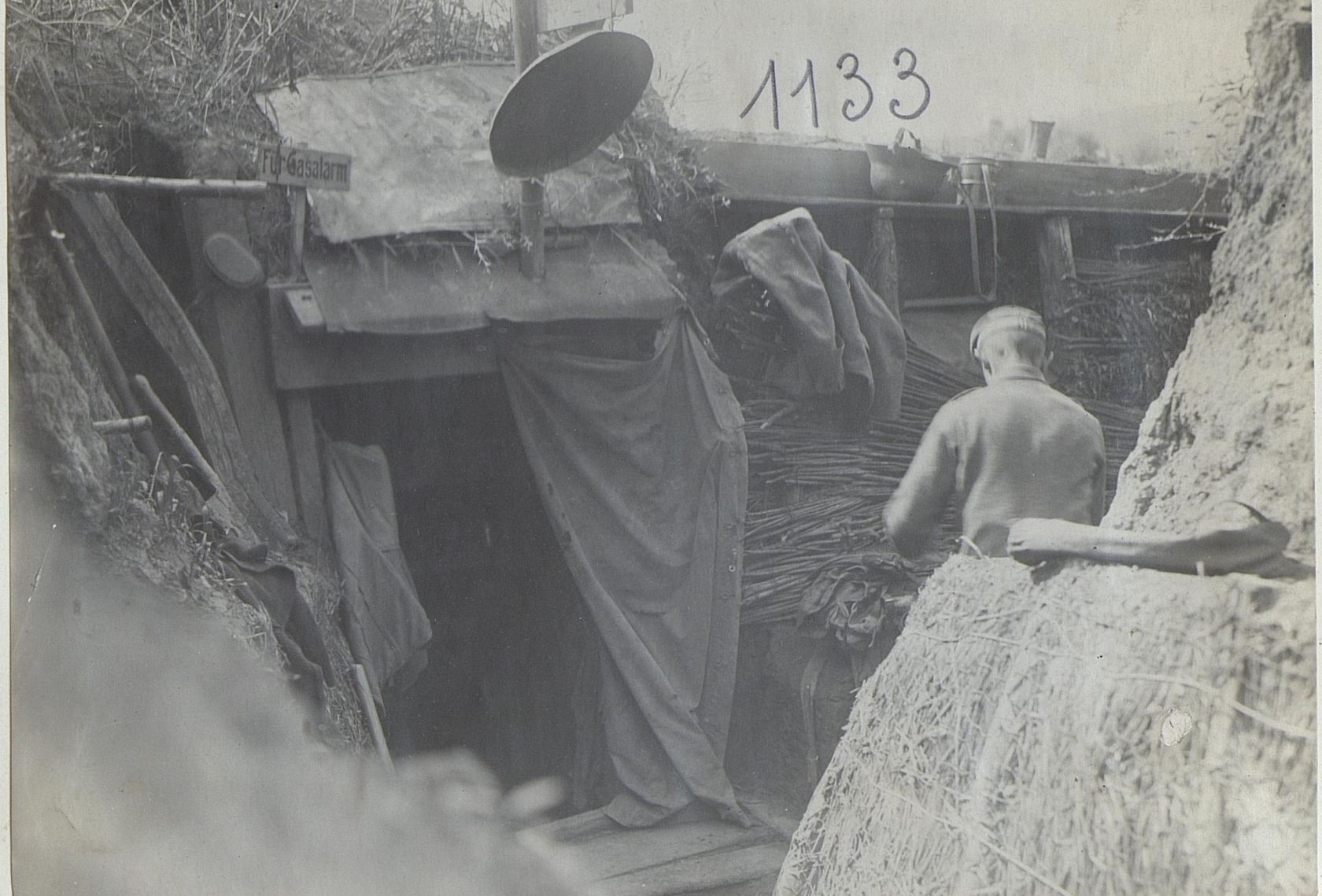
Tranchée allemande sur la Naraiïvka, juillet 1917
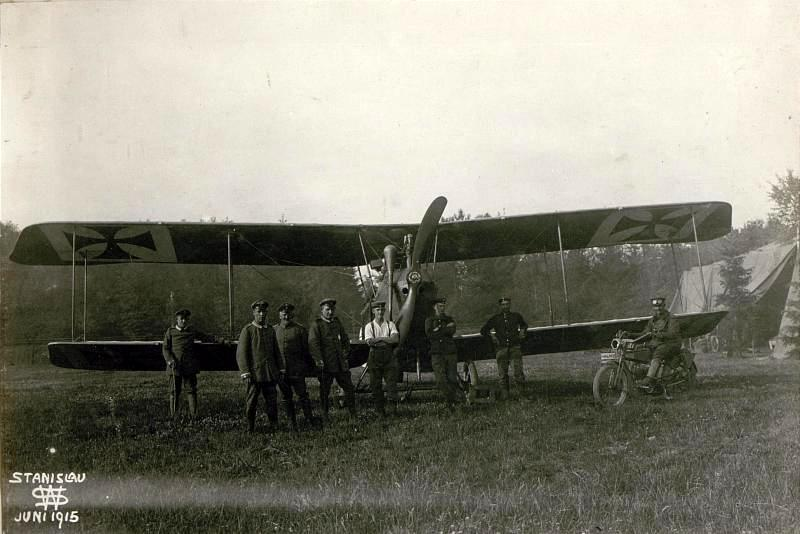
Base aérienne allemande à Stanislav, 1915

## Conséquences

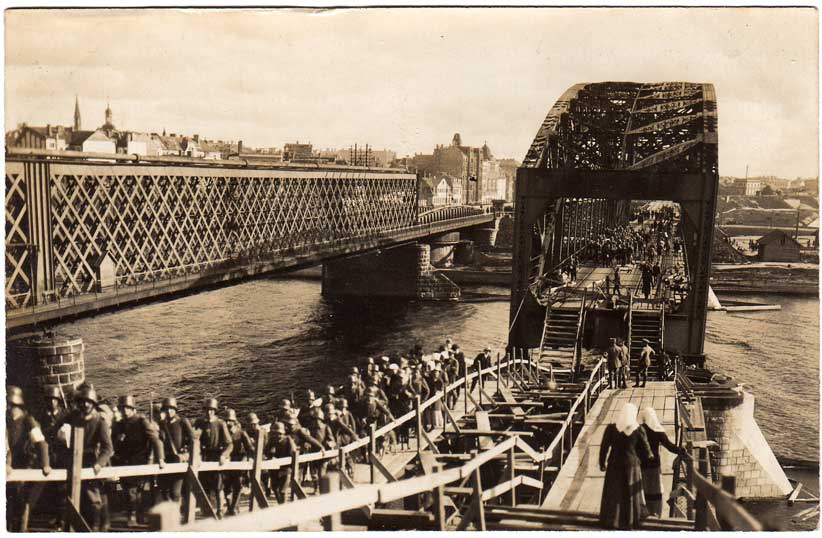
Troupes allemandes passant la Daugava à Riga, 1917.

Le Gouvernement provisoire russe se trouva très affaibli par cette catastrophe militaire, et la possibilité d’un coup d'État bolchévique devint de plus en plus réelle. Loin de renforcer le moral de l’armée russe, cette offensive prouva que les troupes n'étaient plus en état de combattre. Aucun général ne pouvait compter sur ses soldats pour exécuter les ordres qu’il donnait.
La décision d'envoyer dans la bataille une partie des troupes cantonnées à Petrograd provoqua de graves émeutes révolutionnaires, les Journées de juillet 1917. Le gouvernement Kerenski parvint à les réprimer. Le coup d’État avorté du général Kornilov, le 9 septembre 1917, ajouta à la confusion : Kerenski, pour combattre les putschistes, décida de légaliser les gardes rouges bolcheviks interdits en juillet. 
Le dernier affrontement entre les Russes et les Allemands dans cette guerre, la bataille de Riga, eut lieu le 1er septembre 1917. Les soldats russes de la 12e armée évacuèrent précipitamment Riga en abandonnant le combat et seuls les tirailleurs lettons se replièrent en bon ordre en couvrant la retraite du reste de l'armée.
Sur le front roumain, la halte de l'offensive permet aux forces austro-allemandes de contre-attaquer. C'est la bataille de Mărășești, laquelle se solde par une victoire défensive des forces russo-roumaines. 